# 黄花园村
黄花园村是中华人民共和国山东省东平县老湖镇下辖的一个行政村，该村位于老湖镇镇驻地东南约3.5公里处，共有村民260户，人口1064人。:159
明朝初年，崔姓在此处建村，该村因盛产黄瓜被命名为黄瓜园村，后来演变为黄花园村。1931年，黄花园村属东平县二区，1953年，区划调整，黄花园村属东平十区的黄花园乡，并且为区公所所在地。1955年，东平十区因驻地在黄花园村而改名黄花园区。1958年末，黄花园公社建立，黄花园村为公社驻地，后来黄花园公社并入水河公社，黄花园仍为黄花园管理区的驻地。1984年人民公社撤销，黄花园村为水河区黄花园镇驻地。1985年黄花园镇撤销，黄花园村归老湖镇管辖。:33-44